# Internet Explorer 9

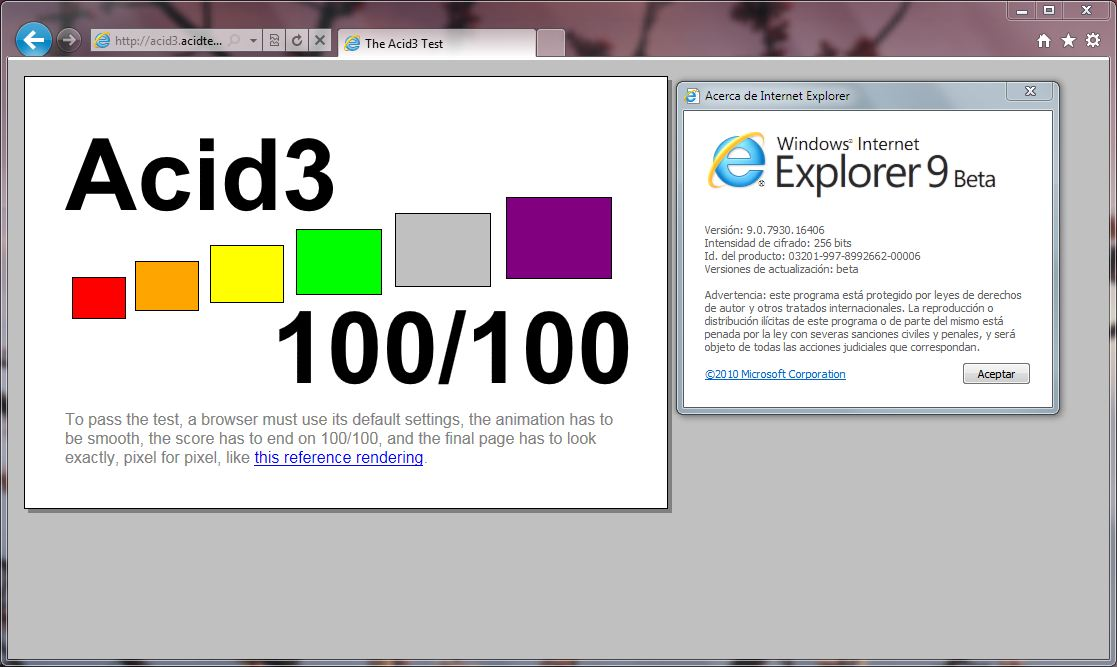
Internet Explorer 9のベータバージョン

Windows Internet Explorer 9 （ウィンドウズ インターネット エクスプローラー ナイン）はマイクロソフトが2011年3月14日（日本語版は4月26日）に正式版を公開した Internet Explorer ファミリーのウェブ ブラウザーである。

## 特徴

### ユーザー インターフェイス
IE7 や IE8 に含まれた検索ボックスとアドレス バーの統合や以前から存在したステータス バーの標準非表示など、Internet Explorer のユーザー インターフェイスの整理が行われた。その結果、以前よりもウェブ サイトを広く表示することが可能となった。
新しいタブを開くと、頻繁に利用するサイトの候補が利用頻度とともにページ中に表示されるようになった。
Internet Explorer 9 からはダウンロードの履歴・ダウンロードの進捗状況を表すダウンロード マネージャーやタブ独立機能（ティアオフ タブ）が提供される。Windows 7 にはタスク バーへのピン留め機能が提供される。
通知バーの仕組みが見直され、ブラウザ フレーム上部に（ページをずらしながら）表示された通知バーがブラウザ フレーム下部にまとめて表示されるようになった。この通知バーは以前と同じようにポップアップ防止の通知・ActiveX の動作等のメッセージに加えて、ファイルのダウンロードの情報も扱うようになった。
Internet Explorer の起動や動作に影響を与えるアドオンの問題を解決するアドオン パフォーマンス アドバイザーが実装された。
インストールもより簡単になり、ダウンロード後にすぐインストールが開始される。インストール画面もシンプルになり、クラシカルになった。正式版より、インストールが開始される際、開いているプログラムを閉じるのか無視するのかというダイアログが出てくるが、プログラムを閉じるに設定した場合、エクスプローラーなど、すべてのプログラムが閉じ、インストール後に再び起動する。そのため、インストール後の手動での再起動が不要になった。
IE8 までナビゲーション音を出すことが出来ていたが、IE9 ではデフォルトで音が出ないように設定されている。

### ウェブ標準
Internet Explorer 9 は IE8 で進められたウェブ標準の準拠する流れを継承する。 

#### HTML
Internet Explorer 9 は勧告候補 (Candidate Recommendation) の仕様を中心に HTML5 を実装する。HTML5 作業草案で説明されている HTML 解析の説明に、より近づいたものとなった。HTML5 関連仕様としてウェブ ブラウザーとしては初めて W3C Navigation Timing を実装した。
Internet Explorer 9 で対応した HTML 仕様および関連仕様に対応した。
- HTML5 Geolocation API
- HTML5 video
- HTML5 audio
- HTML5 canvas
- HTML5 selection
- いくつかの HTML5 セマンティック要素 (section, nav, article, aside, hgroup, header, footer, figure, figcaption, mark)
- Scalable Vector Graphics 1.1

Document Object Model のさらなる対応も行われた。
- DOM Core (L2/L3)
- DOM Views (L2)
- DOM Events (L2/L3)
- DOM L2 HTML
- DOM L2 Style
- DOM L2 Traversal and Range

#### CSS
CSS は勧告候補となった CSS3 の各モジュールの仕様に優先的に対応する。
Internet Explorer 9 では以下の CSS3 Modules に対応した
- CSS3 2D Transforms
- CSS3 Backgrounds and Borders
- CSS3 Color
- CSS3 Fonts
- CSS3 Media Queries
- CSS3 Namespaces
- CSS3 Values and Units
- CSS3 Selectors

CSS2 の実装も他のウェブ ブラウザーより高い互換率を達成している。Internet Explorer 9 Beta における CSS2.1 の互換率は2010年10月1日版の W3C 公開のテスト スイートを用いてテストした際の互換性達成率は 97.7% （テスト項目合計 19403 中 18960 合格） である。

#### Scripting
Scripting は以前より高速な処理をする新しい JavaScript エンジンである「Chakra」が含まれ、新しく ECMAScript 5th edition (ES5) に対応した。

#### Typography
Internet Explorer 9 では以前から対応していた Embedded OpenType に加えて Web Open Font Format に対応した。

### グラフィックス標準
Windows カラー システムによる ICC カラー プロファイル (ICC v2 と ICC v4) に対応したカラー マネージメントが行われる。画像フォーマットは カラー マネージメント機能も利用する Windows Imaging Component によって、既存のメジャーなフォーマット TIFF と新しい国際標準フォーマット JPEG XR に対応する。
Direct2D と DirectWrite、XPS API を使用することによる、CPU ではなく GPU を用いた高品質かつ高速なレンダリングを実現した。
HTML5 Media は Media Foundation によってメディア再生の GPU アクセラレーションに対応する。

### プライバシー・マルウェア対策
IE8 で搭載された SmartScreen Filter のマルウェアの検出とダウンロード防止を強化した。米国連邦取引委員会が提言しているウェブ サイトや広告主によるブラウジング データの収集を防止する追跡防止機能が標準で対応した。

### その他の変更

#### ユーザー エージェント
IE8 までの Internet Explorer とは異なり簡素なものになった。ブラウザー モードが IE9 の場合、.NET Framework の追加やそれ以外の外部コンポーネントが追加されることによるユーザー エージェントの変更も無くなる。
Internet Explorer 9 では Internet Explorer 以外のウェブ ブラウザーとの相互運用性が向上したことを示すため Mozilla/4.0 から Mozilla/5.0 に変更された。

#### Google検索バーでの窓の開き方
IE8まではGoogle検索バーで検索した結果を新たなタブで開くようにする設定が可能であったが、常に新しいウィンドウでのみ開くようになった。

#### トランジション機能の廃止
IE4よりトランジション機能 （ページを移動する時のビジュアル効果）が実装されており、metaタグで効果の種類・継続時間などを指定する事が出来たが、IE8をもって廃止となった（元よりIEのみの独自実装）。CSS3・JavaScriptなどで代用可能。

## 経緯
Professinal Developer Conference 2009 (PDC09) でスティーブン・シノフスキーによって Internet Explorer 9 について初めて言及され、開発中のものが披露された。
その発表では進行中の標準 (HTML5)、パフォーマンスの改善 (JavaScript)、エコシステムの刷新（グラフィックスとテキストのハードウェア アクセラレーション）について発表された。
Internet Explorer 9 は数週間おきに Platform Preview という形で開発中のバージョンが開発者向けに公開された。Platform Preview では JavaScript の処理速度の向上やウェブ標準への更なる準拠が行われた。また、PDC09 では明言されなかった Scalable Vector Graphics (SVG) や Web Open Font Format といった仕様への対応も後の Platform Preview の公開と合わせて発表された。
2010年9月に Beta 版が公開された。その中で初めて新しいユーザー インターフェイスが採用された。新しいユーザー インターフェイスは IE の機能の主要なもの以外は取り除かれた ウェブサイトの表示が中心となるデザインが用いられた。ダウンロード マネージャーも追加された。
2011年2月に製品候補版が公開された。製品候補版では Beta 版で採用されたユーザー インターフェイスの使いやすさなどの改善が行われた。Internet Explorer 9 Beta 公開の少し前の 2010年9月7日に勧告候補 (Candidate Recommendation) となった W3C Geolocation API や追跡防止機能に対応した。
2011年3月14日（太平洋標準時、日本時間では15日）に日本語版を除く 39 言語の正式版が公開された。日本語版のみ3月11日に発生した東北地方太平洋沖地震の影響で公開されなかった。日本マイクロソフトは4月6日に日本語版の公開日を発表し、発表通り4月26日午前0時（日本時間）に日本語版が公開された。
一部の環境ではAdobe Flash Playerとの間で不具合があり、アドビ側が不具合を修正する当時の最新版を配布した。